# Serpentinserien
För bergarten serpentin se Serpentinsten.
Serpentin är en gemensam beteckning för de mineral som ingår i serpentinserien som är en serie av magnesiumhaltiga silikatmineral.  Namnet serpentin kommer av att vissa aggregat kan likna ormskinn. Serpentinmineralen ingår i kaolinit-serpentingruppen. Sammansättningen för dessa mineral är ungefär Mg3Si2O5(OH)4. Serpentiner förekommer som små kristaller som är skimrande eller matta och kan vara gula, gröna, gråblå, rödbruna, svartvita eller grå.

Stekfat av svarvad grön serpentin, 1600-tal, Skoklosters slott.

## Krysotil
Krysotil kan även kallas serpentinasbest, och fiberserpentin och är en fibrös typ av serpentin. Krysotil uppträder som para- orto- och klinokrysotil beroende på kristallstruktur. Krysotil förekommer ofta som asbestådror. 

## Antigorit
Aggregat av antigorit är fibrösa, skiviga eller asbestiforma. Mineralet är brungrönt och har en vaxartad lyster.
Antigorit tillhör kloritgruppen och uppträder vanligen som omvandlingsprodukt av olivin, pyroxen eller amfibol.

## Lizardit
Lizardit förekommer som prismatiska kristaller, finkorniga eller skiviga aggregat.